# Sister (Lied)
Sister (englisch für „Schwester“) ist ein englischsprachiger Popsong, mit dem das Duo S!sters Deutschland beim Eurovision Song Contest 2019 in Tel Aviv vertreten hat. Das Stück belegte den vorletzten Platz.

## Hintergrund
Das Lied war vom Autorenteam von Laurell Barker, Tom Oehler, Marine Kaltenbacher und Thomas Steengard ursprünglich für die Schweizer Vorentscheidung geschrieben worden, jedoch konnten keine geeigneten Interpreten gefunden werden. Nachdem bereits sechs Künstler für die deutsche Vorentscheidung ausgewählt waren, wurde der Beitrag Sister nachträglich eingereicht.

## Beim Eurovision Song Contest
Im Finale des Eurovision Song Contest 2019 wurde Sister die Startnummer 4 zugewiesen. In der anschließenden Punktevergabe erhielt das Lied keine Punkte aus der Telefonabstimmung und 24 Punkte von den Jurys. Daraus resultierte der vorletzte von 26 Plätzen.

### Punkteverteilung
Jurypunkte
- 2 Punkte – Irland
- 3 Punkte – Australien
- 5 Punkte – Litauen
- 8 Punkte – Dänemark
- 6 Punkte – Schweiz

## Inhaltliches
Das Lied handelt von Frauen, die sich gegenseitig das Leben schwermachen. Sister ist ein Duett, die Strophen werden abwechselnd gesungen und der Refrain gemeinsam. Auffällig ist die spieldosenähnliche Instrumentierung vor und nach dem Refrain.

## Rezeption
Anja Rützel von Spiegel Online bezeichnet den Song als „Reißbrett-Anlassarbeit“. Tonspion ist der Meinung, dass er ein erschreckend schwacher Song in einer erschreckend schwachen Vorentscheidung war.